# The Line (película de 2022)

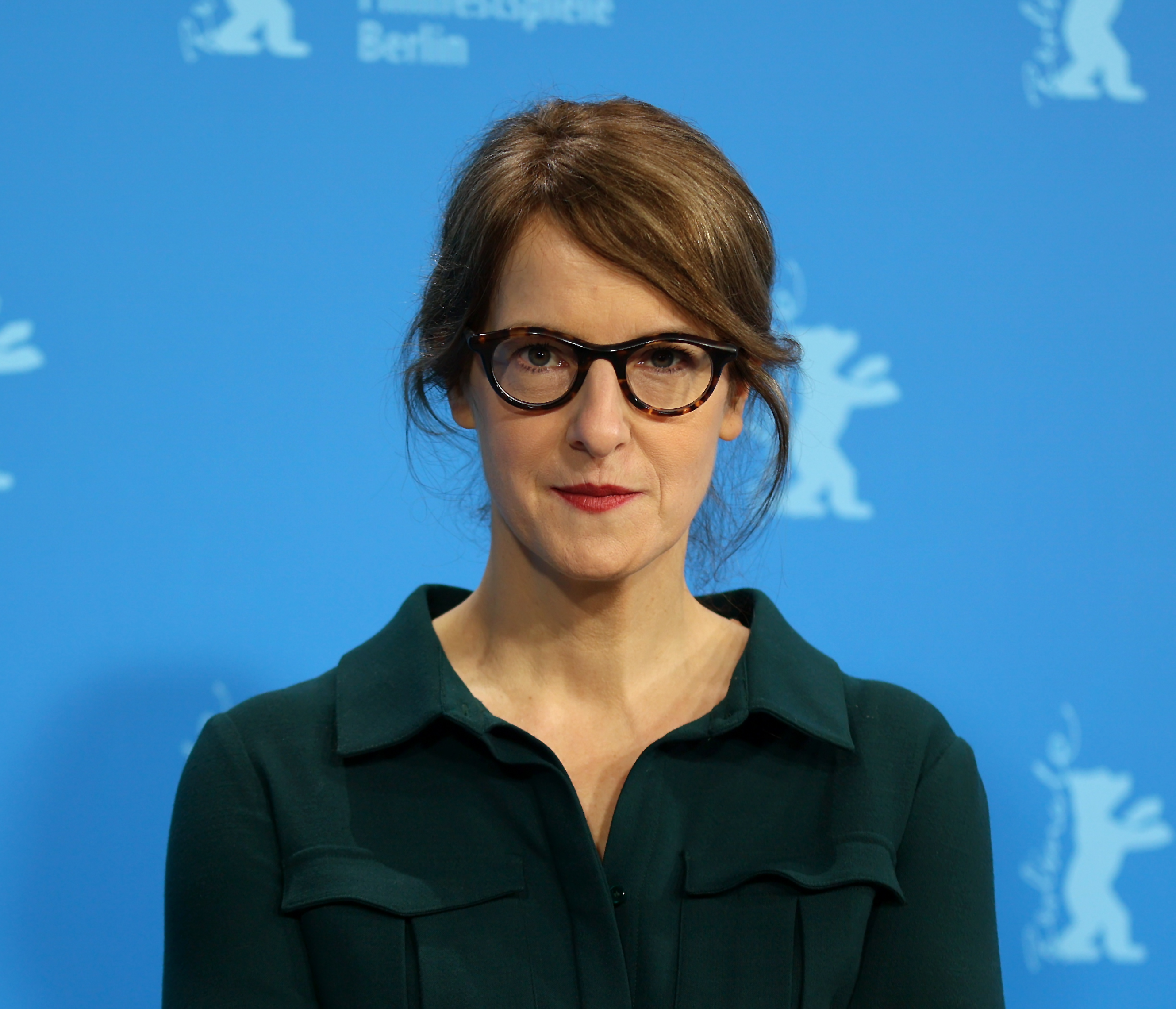
Ursula Meier, directora de The line en la Berlinale de 2022.

The Line –en inglés: La Ligne– es una película dramática de 2022 dirigida por Ursula Meier. Se trata de una coproducción suiza, francesa y belga que explora la turbulenta relación entre una madre y su hija. La protagonizan Stéphanie Blanchoud y Valeria Bruni Tedeschi. Se estrenó en el 72º Festival Internacional de Cine de Berlín, donde compitió por el Oso de Oro.

## Argumento
Después de una violenta discusión con su madre, a Margaret se le impone una orden alejamiento antes del juicio, no puede ponerse en contacto con su madre ni acercarse a menos de 100 metros de la casa familiar durante tres meses. Su hermanastra menor, Marion, pinta una línea física en el césped alrededor de la casa familiar para marcar este límite. Todos los días, Margaret aparece en este umbral de 100 metros para ver a Marion y darle lecciones de música.

## Estreno
La película fue seleccionada para competir por el Oso de Oro en la sección de competición principal del 72º Festival Internacional de Cine de Berlín,  donde la película tuvo su estreno mundial el 11 de febrero de 2022. 

## Reparto
- Valeria Bruni Tedeschi como Christina
- Alex Wolff como Tom Backster
- John Malkovich como Beach Miller
- Scoot McNairy
- Lewis Pullman como Todd Stevens
- Halle Bailey como Annabelle Bascom
- Austin Abrams como Gettys O'Brien
- Angus Cloud como Robert DeWitt
- Bo Mitchell como Mitch Miller
- Denise Richards como Leanne
- Cheri Oteri como Jackie Backster

## Críticas
The Line recibió una calificación promedio de 3,4 sobre 5 estrellas la página web francesa AlloCiné, basada en 22 reseñas.  En Rotten Tomatoes, la película tiene un índice de aprobación del 60% según 15 reseñas, con una calificación promedio de 5,6/10.  Según Metacritic, que asignó una puntuación media ponderada de 60 sobre 100 basada en 6 críticas, la película recibió críticas «generalmente favorables». 